# Jürgen Esser (Anglist)
Jürgen Esser (* 1947) ist ein deutscher Anglist, Sprachwissenschaftler und Hochschullehrer.

## Leben und Wirken
Jürgen Esser studierte Anglistik und Geographie an den Universitäten Köln und Freiburg/Br. Nach dem ersten Staatsexamen für den höheren Schuldienst 1971 war er 1971/72 als Lektor an der University of Dundee tätig und promovierte 1974 an der Universität zu Köln. Von 1975 bis 1981 arbeitete er als wissenschaftlicher Assistent an der Universität Duisburg. Dort habilitierte er sich 1981 für Englische Sprachwissenschaft. Von 1981 bis 1989 hatte er eine Professur an der Universität Erlangen inne und bis 1996 an der RWTH Aachen. Im Jahre 1996 wurde er Professor für Sprachwissenschaft des modernen Englisch an der Universität Bonn.

## Veröffentlichungen (Auswahl)
- Intonationszeichen im Englischen (= Linguistische Arbeiten, Bd. 29). Niemeyer, Tübingen 1975, ISBN 3-484-10238-1 (= Dissertation Universität Köln).
- Englische Prosodie. Eine Einführung (= Tübinger Beiträge zur Linguistik, Bd. 122). Narr, Tübingen 1979, ISBN 3-87808-122-7 (3. Aufl. 1992).
- (Hrsg., mit Axel Hübner, u. Mitautor): Forms and functions. Papers in general, English, and applied linguistics; presented to Vilém Fried on the occasion of his sixty-fifth birthday (= Tübinger Beiträge zur Linguistik, Bd. 149). Narr, Tübingen 1981, ISBN 3-87808-149-9.
- Untersuchungen zum gesprochenen Englisch. Ein Beitrag zur strukturellen Pragmatik (= Tübinger Beiträge zur Linguistik, Bd. 228). Narr, Tübingen 1984, ISBN 3-87808-228-2 (= Habilitationsschrift Universität Duisburg).
- (mit Andrzej Polomski): Comparing reading and speaking intonation. Rodopi, Amsterdam 1988, ISBN 90-5183-053-X.
- English linguistic stylistics. Niemeyer, Tübingen 1993, ISBN 3-484-40124-9.
- Presentation in language. Rethinking speech and writing. Narr, Tübingen 2006, ISBN 3-8233-6259-3.
- Introduction to English text-linguistics (= Textbooks in English language and linguistics, Bd. 2). Lang, Frankfurt/M. 2009, ISBN 978-3-631-56003-7.
- Rhythm in speech, prose and verse. A linguistic description. Logos-Verlag, Berlin 2011, ISBN 3-8325-2845-8.